# Vasa (galeone)
Il Vasa o Wasa (oppure Regalskeppet Vasa) è un vascello svedese dotato di 64 cannoni, costruito per il re Gustavo II Adolfo di Svezia tra il 1626 e il 1628 ed affondato nel porto di Stoccolma il giorno stesso del varo, il 10 agosto 1628. Dopo essere rimasto oltre tre secoli sott'acqua è stato ripescato nel 1961 e sottoposto al restauro. Oggi è esposto nel museo omonimo a Stoccolma.

## Etimologia
Il nome stesso Regalskeppet Vasa deriva dal casato di Vasa, che governava la Svezia all'epoca della costruzione del galeone, e significa "Nave di Sua Maestà" Vasa (o "Regia nave" Vasa), secondo una nomenclatura spesso usata da varie marine militari come la Royal Navy inglese.

## Storia

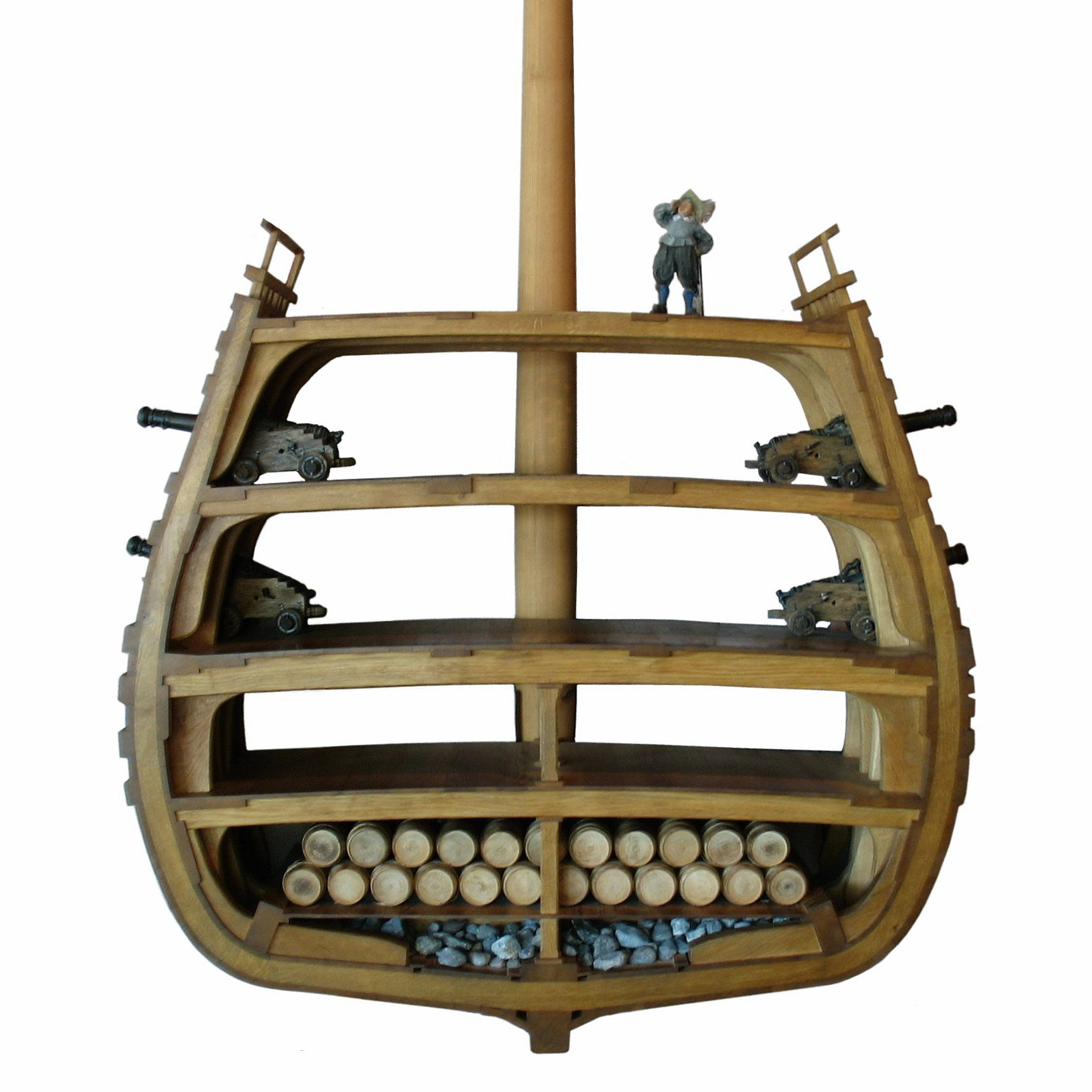
Un modello che mostra la sezione trasversale dello scafo che illustra la stiva e i due ponti di batteria

### Costruzione
La costruzione del vascello fu afflitta da frequenti interferenze da parte del re.
Poco dopo l'impostazione della chiglia, il re, venuto a conoscenza di costruzioni analoghe nelle nazioni concorrenti, fece forti pressioni affinché la nave fosse modificata, allungandola significativamente. Il mastro carpentiere, che aveva supervisionato fino ad allora la costruzione, si ammalò e morì lasciando ai suoi inesperti apprendisti, alla vedova e al fratello, la responsabilità di proseguire, per di più con la presenza assillante del re che interferiva, pur non avendo specifiche conoscenze tecniche, con la costruzione.
Il re, oltre all'allungamento, ottenne anche l'aggiunta di un secondo ponte di cannoni. Il vascello che ne risultò era imponente, il meglio equipaggiato e il più pesantemente armato della sua epoca, ma era anche eccessivamente lungo e soprattutto troppo alto rispetto alla larghezza; le masse ingenti ad alta elevazione, rispetto al baricentro, lo resero pericolosamente instabile. Nel tentativo di renderlo più stabile venne aumentata la zavorra, ma al prezzo di una maggiore immersione dello scafo.

### Il collaudo, e la costituzione del carico

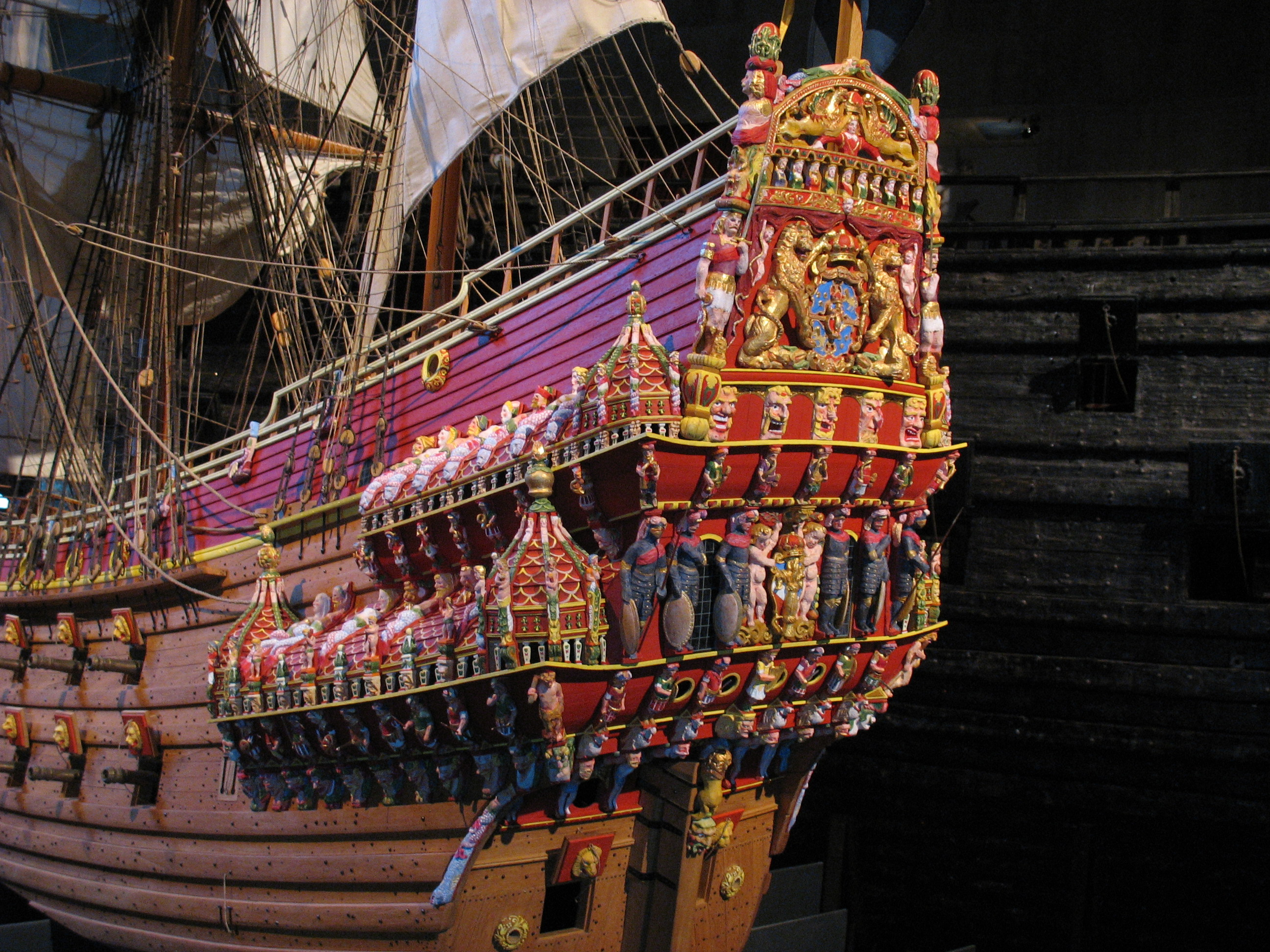
Modellino in scala 1:10 presso il museo Vasa: sono ben visibili le sculture originali

La prova standard di stabilità dell'epoca consisteva nel far correre contemporaneamente trenta marinai da un lato all'altro della nave per farla rollare. Quando ciò venne fatto sul Vasa, alla presenza dell'ammiraglio Clas Fleming, la nave rollò notevolmente e la prova venne fermata. Poiché nessuno aveva avuto il coraggio di opporsi al re, che aveva inviato una lettera molto ferma per chiedere che il varo avvenisse quanto prima, la nave fu dichiarata pronta per prendere il mare.
Come era in uso all'epoca le sovrastrutture decorative avevano una funzione importante, anche se di fatto erano limitate alla sola inaugurazione (dopo l'inaugurazione le navi venivano spogliate e ridotte all'essenziale per poter navigare); il Vasa non fece eccezione: aveva tutte le murate coperte di statue in legno dorate e colorate, sui ponti erano issati palii e stendardi. La dotazione di armamento dei cannoni dovette, su richiesta del re, essere allestita completa di palle e barili di polveri.
Furono poi portate a bordo tonnellate di quadri, arredi, vasellame e cristallerie come precisamente voluto dal re, portando così il livello di immersione dello scafo pericolosamente vicino ai portelli dei cannoni di maggior calibro, che come prescritto dalle regole di stabilità erano alloggiati al ponte inferiore.

### L'inaugurazione e il disastro

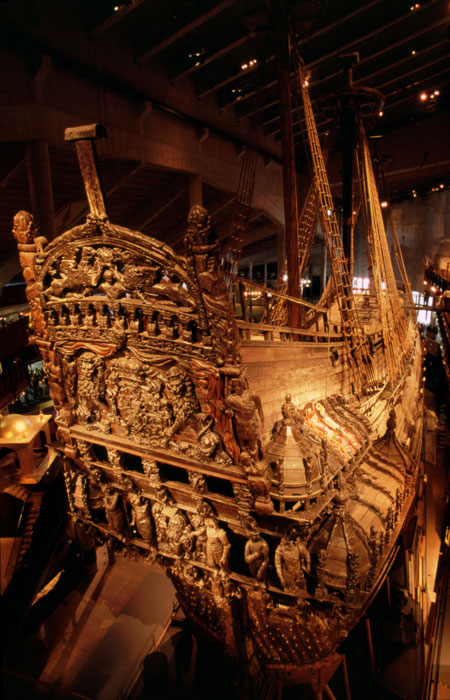
La poppa del Vasa

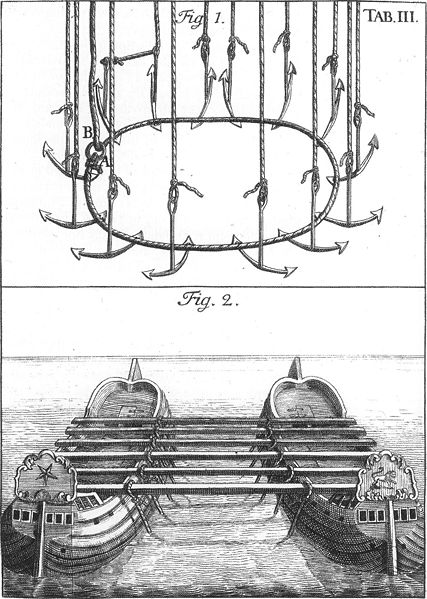
Una illustrazione delle tecniche di recupero in uso nel XVIII secolo

Al momento della partenza molti invitati salirono a bordo all'ultimo momento. Il 10 agosto 1628 il Vasa issò le vele per il suo viaggio inaugurale poco al largo del porto di Stoccolma dove era stato costruito. Appena fuori dal porto, una folata di vento lo fece inclinare su di un lato, ma con perizia il timoniere riuscì a raddrizzarlo.
Una seconda folata di vento però lo inclinò nuovamente e l'acqua iniziò ad entrare nello scafo attraverso i portelli dei cannoni. La nave affondò molto rapidamente ad appena 120 metri dalla costa e dopo aver percorso meno di un miglio marino, adagiandosi su di un fondale fangoso poco profondo (la regione marina attorno a Stoccolma è sostanzialmente una laguna); molti vennero salvati dalle imbarcazioni accorse in aiuto, ma almeno 40 delle 130 persone a bordo morirono nel naufragio, fra cui anche mogli e figli di alcuni membri dell'equipaggio, comunque molti meno di quanti ci si potesse attendere, dato che i marinai a bordo si attendevano un tale tipo di evento.

### L'inchiesta
Immediatamente il re pretese l'istituzione di una commissione d'inchiesta per chiarire le colpe del disastro; la commissione, ovviamente, non raggiunse mai alcun risultato.
Nell'ottobre del 1663, una buona parte dei preziosi cannoni in bronzo venne recuperata grazie all'uso di una campana subacquea. L'accesso ai cannoni rese però necessaria la demolizione di ponti e delle strutture sovrastanti.

### Il recupero
Nel 1956 Anders Franzén pensò alla possibilità di recuperare il relitto, forte dei mezzi adeguati, tecnologie moderne e collaboratori importanti quali la Marina svedese.
Le acque del Baltico hanno condizioni ottimali per la conservazione di un relitto in legno, grazie alla sua bassissima salinità, che non permette la presenza del "verme delle navi" (Teredo navalis, in verità un mollusco bivalve) che divora il legno, per la costante bassa temperatura dell'acqua a pochi metri sotto la superficie (stabilmente vicina ai 5 gradi centigradi), per l'ambiente anossico (quasi totale mancanza di ossigeno nel fango) ed infine per l'ottimo massiccio legno di rovere, ricco di sostanze tanniche usato per costruire lo scafo.
Anders lo trovò in posizione pressoché eretta ad una profondità di 32 metri assieme agli scheletri di 25 persone. Il relitto fu sollevato in modo abbastanza semplice, scavando sei tunnel sotto lo scafo, attraverso i quali vennero fatti passare cavi d'acciaio collegati a un paio di chiatte. La nave venne sollevata dal fondo e riadagiata su una piattaforma subacquea, che fu lentamente spostata immersa fino alla costa tramite 18 fasi di sollevamento e traino, dato che i pontoni potevano sollevare la nave solo di 2,5 metri per volta, presso il luogo dove nel frattempo era stato costruito un cantiere-laboratorio (poi divenuto museo) per la riparazione e ricostruzione del relitto. Giunto alla piattaforma portante, il relitto fu fatto emergere il 24 aprile 1961.

### Il restauro

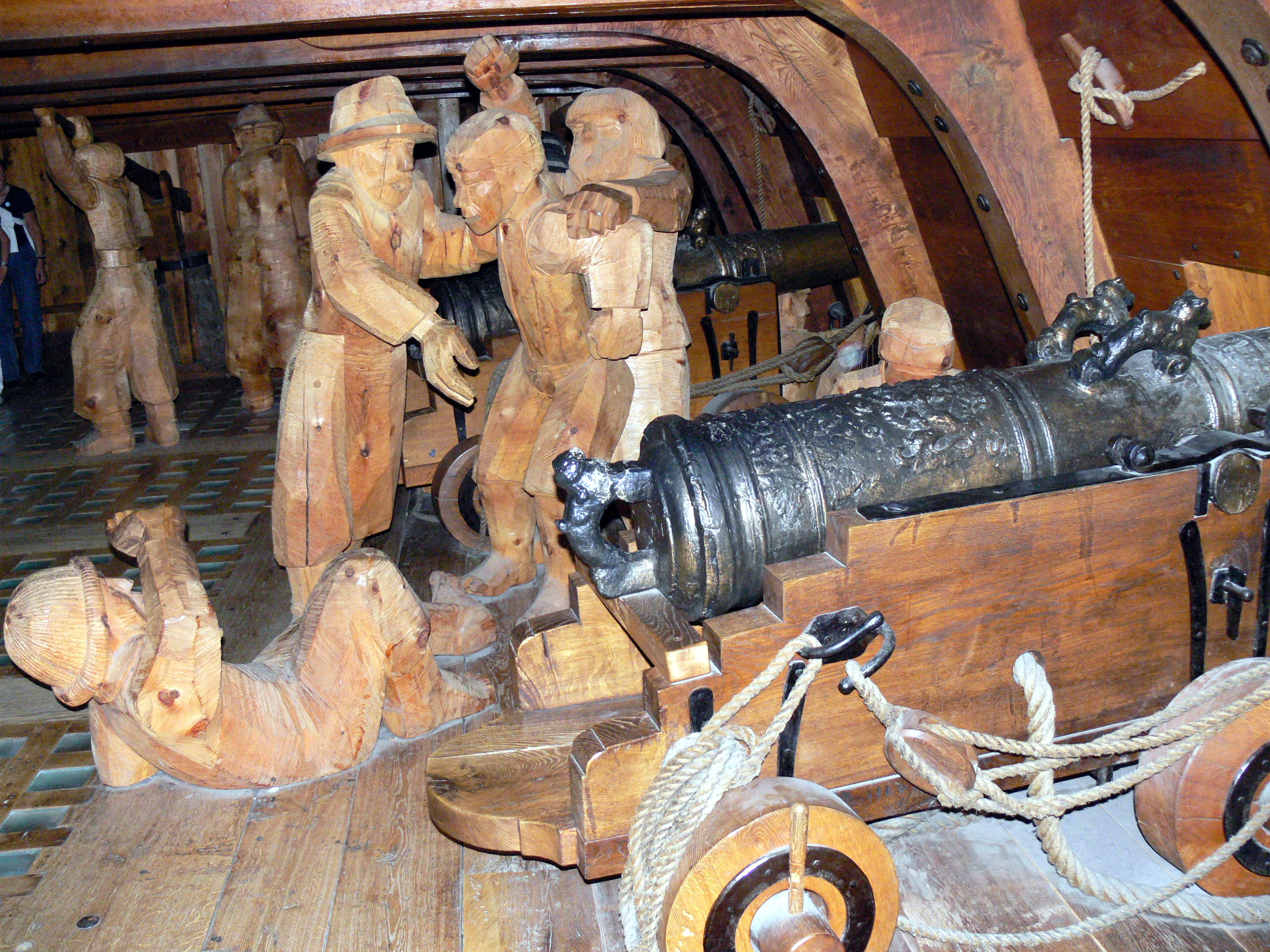
Uno dei cannoni dopo il restauro del Vasa

Per prima cosa la struttura fu irrigidita chiudendo provvisoriamente i portelli dei cannoni, mentre le chiodature furono ripristinate (i chiodi in ferro ormai erano scomparsi corrosi dalla ruggine).
La conservazione della nave fu curata utilizzando sulle parti esistenti in legno il glicole polietilenico con lo stesso metodo che fu impiegato anni dopo per il processo di conservazione della Mary Rose. Il Vasa fu spruzzato per diciassette anni col glicole con aggiunta di borace e acido borico come fungicidi e poi fatto asciugare lentamente (recenti studi, però, hanno dimostrato che questo metodo di conservazione, col tempo, rende il legno friabile). Le parti mancanti, come ad esempio il sartiame, o demolite nelle prime opere di recupero dei cannoni furono ricostruite a regola d'arte usando la stessa tecnica delle originali. Il recupero dei cannoni rimasti e delle palle di cannone in ghisa, che se da un lato avevano conservato la loro forma e le loro dimensioni dall'altro ormai pesavano quanto una pallina da tennis, fu fatto facendoli "asciugare" a una temperatura di 1 060 gradi Celsius, immersi in un'atmosfera di idrogeno per poter ripristinare il ferro. Sei delle dieci vele originarie ritrovate erano danneggiate e vennero immerse in vasche, nelle quali vennero pulite e asciugate con alcool e xilene, per poi essere ricoperte da una membrana di supporto in fibra di vetro.

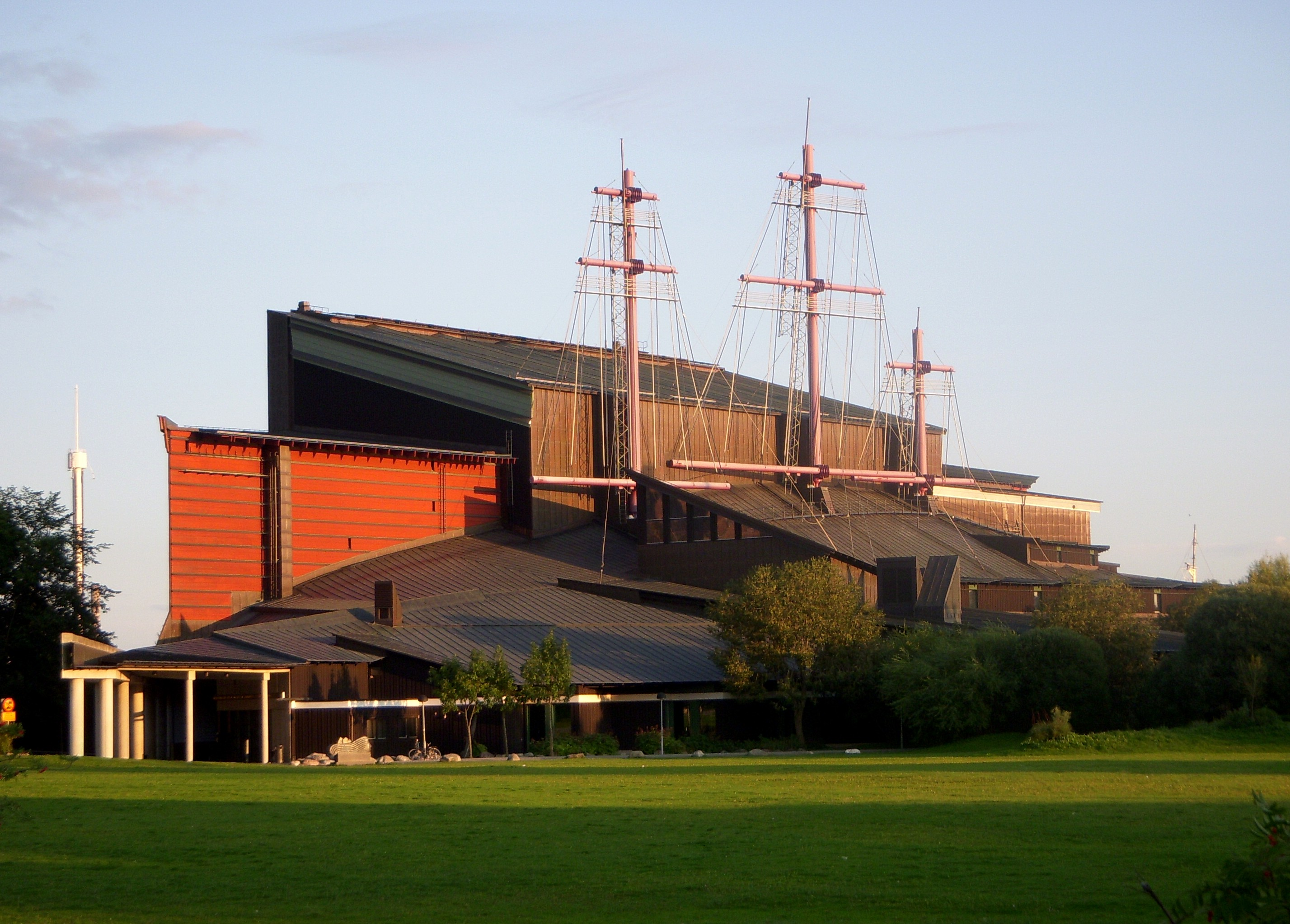
Il museo Vasa a Stoccolma

Una parallela e successiva opera di recupero dei materiali caduti fuori bordo ed affondati nel fango permise il ritrovamento di quintali di manufatti (tra gli altri le settecento statue e polene fissate alle fiancate, scivolate sul fondo in seguito alla completa corrosione dei chiodi di fissaggio in ferro) ma anche vasellame, attrezzi e accessori di abbigliamento.
In totale nell'interno ed intorno al relitto furono ritrovati oltre 26 000 manufatti; i materiali recuperati, di origine marinaresca o di normale uso ed arredo, spesso mai usati (vasellame, cristallerie, accessori di abbigliamento, dotazione di sala e di cucina, attrezzature militari), sono esposti nello stesso museo in cui si trova la nave.
La nave è esposta al museo Vasa di Stoccolma, inaugurato nel giugno del 1990 dal re di Svezia Carlo XVI Gustavo.